# Percy Hunt
Percy "Tim" Hunt (Manchester of Heywood, 1908) was een Brits motorcoureur. Hij won tweemaal een race van de Isle of Man TT en werd twee keer Europees wegracekampioen. Hij was de eerste coureur die twee TT-races in één week wist te winnen.

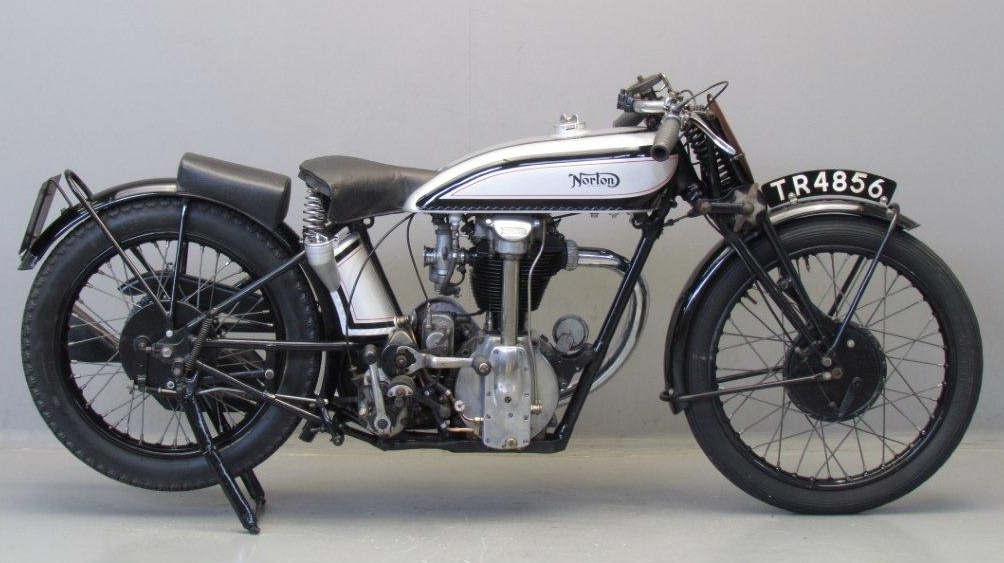
Norton CS1 uit 1929

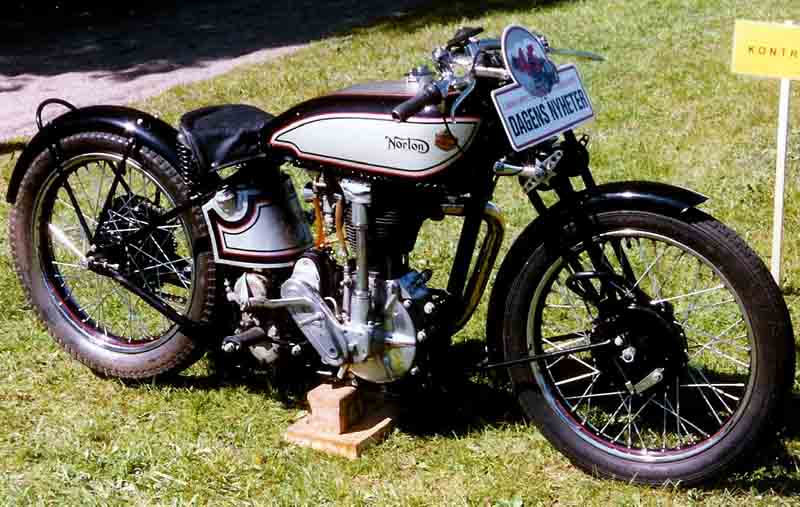
Norton CS1 uit 1931

## Jeugd
Hunt werd Percy gedoopt, maar kreeg al jong de bijnaam "Tim" naar het stripfiguurtje Tiger Tim. Het werd zijn roepnaam. Zijn ouders waren welgesteld en vooral zijn moeder ondersteunde hem in zijn racecarrière. Dat stelde hem in staat de door Walter Moore ontwikkelde 350cc-Norton CJ1 en 500cc-Norton CS1 aan te schaffen.

## Carrière
Zijn eerste belangrijke overwinning haalde hij tijdens de (500 cc) Senior-race van het Manx Amateur Road Race Championship van 1927 met een Norton CS1. Hij won die race ook in 1928, waarna hij dezelfde machine gebruikte om een gouden medaille in de Scottish Six Days Trial te winnen.
In 1929 promoveerde hij naar de professionelere Isle of Man TT. Hij werd in de Senior TT vierde, maar was de enige Norton-coureur die de finish haalde. Hij werd in dat jaar in L'Ametlla del Vallès (Spanje) Europees kampioen in de 500cc-klasse.
In 1930 won hij de 350cc-klasse van de North West 200 in Noord-Ierland. Joe Craig nam hem op basis van deze resultaten als fabrieksrijder voor Norton aan. Daar vormde hij een team met Jimmie Guthrie, Jimmie Simpson en Stanley Woods.
In 1931 won hij de 500cc-TT van Assen. Hij won ook de 500cc-Grand Prix de l'UMF in Montlhéry, waardoor hij opnieuw Europees kampioen werd. Hij werd de eerste coureur die bij de TT van Man twee klassen in één week won, de Junior TT en de Senior TT. Het Norton-team werd het eerste team dat in de Senior TT alle podiumplaatsen bezette, met Hunt, Guthrie en Woods. Op het Europese vasteland kregen Hunt en Woods meestal de 500cc-Norton CS1's, terwijl Guthrie en Simpson op de 350cc-Norton CJ1's startten. Toch won Hunt de 350cc-klasse van de GP van Zwitserland.
In 1932 won hij de 500cc-TT van Assen, maar tijdens de TT van Man viel hij in beide klassen uit, terwijl Stanley Woods ze allebei won.
In 1933 bleef het Norton-team ongewijzigd, maar de overwinningen werden tussen Stanley Woods en Tim Hunt verdeeld. Hunt won de 500cc-GP van België en de 500cc-GP de l'UMF en in de North West 200 en de GP van Zwitserland won Woods de 500cc-klasse en Hunt de 350cc-klasse. In de TT van Man won Woods de Junior en de Senior. Hunt werd in de Junior tweede en in de Senior achter Jimmie Simpson derde, maar Norton werd het eerste team dat alle podiumplaatsen in beide klassen bezette. Teamleider Joe Craig had bepaald dat Tim Hunt de thuisrace van Woods, de Ulster Grand Prix, moest winnen. Woods trok zich daar niets van aan en nam al vroeg de leiding. Hunt haalde hem in en er ontstond een flink gevecht tot Hunt door een defecte stuurdemper moest opgeven.

## Einde carrière
Daarna trok men naar Saxtorp, waar in de GP van Zweden gestreden werd om de Europese titel. Ze kregen daar grote tegenstand van de Zweedse Husqvarna's met Ragnar Sunnqvist en Gunnar Kalén. Woods en Hunt namen de leiding, maar tijdens hun tankstop werden ze gepasseerd door Sunnqvist. Zo ontstond een slipstreamgevecht tussen Sunnqvist, Woods en Hunt. Op het rechte stuk bij start/finish vertraagde de achterblijver Eric Lundberg plotseling door technische problemen. Woods en Sunnqvist konden met geluk uitwijken, maar Tim Hunt zag Lundberg te laat en reed hem aan. Lundberg werd van zijn motorfiets geslingerd, landde met zijn hoofd op de weg en overleed onderweg naar het ziekenhuis van Karlskrona. Hunt liep een dijbeenbreuk en een heupblessure op en verbleef drie maanden in een Zweeds ziekenhuis. Daarna werd hij per vliegtuig naar Engeland gebracht. Gedurende vijf jaar moest hij steeds weer geopereerd worden, maar het beschadigde been korter dan het andere. Hij racete nooit meer. Ruim twintig jaar na het ongeluk verklaarde teamleider Craig dat hij in zijn carrière slechts twee echte natuurtalenten had begeleid: Tim Hunt en Geoff Duke.

## Manx Amateur Road Race Championship resultaten
| Jaar       | Klasse      | Team  | Motorfiets | Plaats | Winnaar                      |
| ---------- | ----------- | ----- | ---------- | ------ | ---------------------------- |
| MARRC 1927 | Senior Race | Privé | Norton CS1 | 1e     | Percy "Tim" Hunt, Norton CS1 |
| MARRC 1928 | Junior Race | Privé | Norton CJ1 | DNF    | Harry Meageen, Rex-ACME      |
| MARRC 1928 | Senior Race | Privé | Norton CS1 | 1e     | Percy "Tim" Hunt, Norton CS1 |

## Isle of Man TT resultaten
| Jaar | Klasse    | Team   | Motorfiets | Plaats | Winnaar                           |
| ---- | --------- | ------ | ---------- | ------ | --------------------------------- |
| 1929 | Junior TT | Privé  | Norton CJ1 | DNF    | Freddie Hicks, Velocette KTT Mk I |
| 1929 | Senior TT | Privé  | Norton CS1 | 4e     | Charlie Dodson, Sunbeam           |
| 1930 | Junior TT | Privé  | Norton CJ1 | 9e     | Henry Tyrell-Smith, Rudge         |
| 1930 | Senior TT | Privé  | Norton CS1 | DNF    | Wal Handley, Rudge                |
| 1931 | Junior TT | Norton | Norton CJ1 | 1e     | Percy "Tim" Hunt, Norton CJ1      |
| 1931 | Senior TT | Norton | Norton CS1 | 1e     | Percy "Tim" Hunt, Norton CS1      |
| 1932 | Junior TT | Norton | Norton CJ1 | DNF    | Stanley Woods, Norton CJ1         |
| 1932 | Senior TT | Norton | Norton CS1 | DNF    | Stanley Woods, Norton CS1         |
| 1933 | Junior TT | Norton | Norton CJ1 | 2e     | Stanley Woods, Norton CJ1         |
| 1933 | Senior TT | Norton | Norton CS1 | 3e     | Stanley Woods, Norton CS1         |

## Internationale overwinningen
| Jaar | Wedstrijd          | Klasse | Circuit                      | Motorfiets | Opmerkingen       |
| ---- | ------------------ | ------ | ---------------------------- | ---------- | ----------------- |
| 1929 | EK wegrace         | 500 cc | L'Ametlla del Vallès         | Norton CS1 | Europees kampioen |
| 1930 | North West 200     | 350 cc | The Triangle                 | Norton CJ1 |                   |
| 1931 | TT Assen           | 500 cc | Circuit van Drenthe          | Norton CS1 |                   |
| 1931 | GP de l'UMF        | 500 cc | Autodrome de Linas-Montlhéry | Norton CS1 | Europees kampioen |
| 1931 | GP van Zwitserland | 350 cc | Bremgarten                   | Norton CJ1 |                   |
| 1932 | TT Assen           | 500 cc | Circuit van Drenthe          | Norton CS1 |                   |
| 1933 | GP van België      | 500 cc | Spa-Francorchamps            | Norton CS1 |                   |
| 1933 | GP de l'UMF        | 500 cc | Dieppe                       | Norton CS1 |                   |
| 1933 | North West 200     | 350 cc | The Triangle                 | Norton CJ1 |                   |
| 1933 | GP van Zwitserland | 350 cc | Bremgarten                   | Norton CJ1 |                   |

## Trivia
Tijdens de Junior Race van het Manx Amateur Road Race Championship in 1928 viel Tim Hunt stil bij Creg-ny-Baa. Hij had zo veel voorsprong dat hij de laatste kilometers naar de finish had kunnen rollen en duwen en toch nog een podiumplaats halen. Hij besloot toch bij het Keppel Hotel te blijven, omdat daar een bar was.